# Gynoplistia alpigena
Gynoplistia alpigena är en tvåvingeart som beskrevs av Alexander 1929. Gynoplistia alpigena ingår i släktet Gynoplistia och familjen småharkrankar. Inga underarter finns listade i Catalogue of Life.